# Tadjiks de Tor

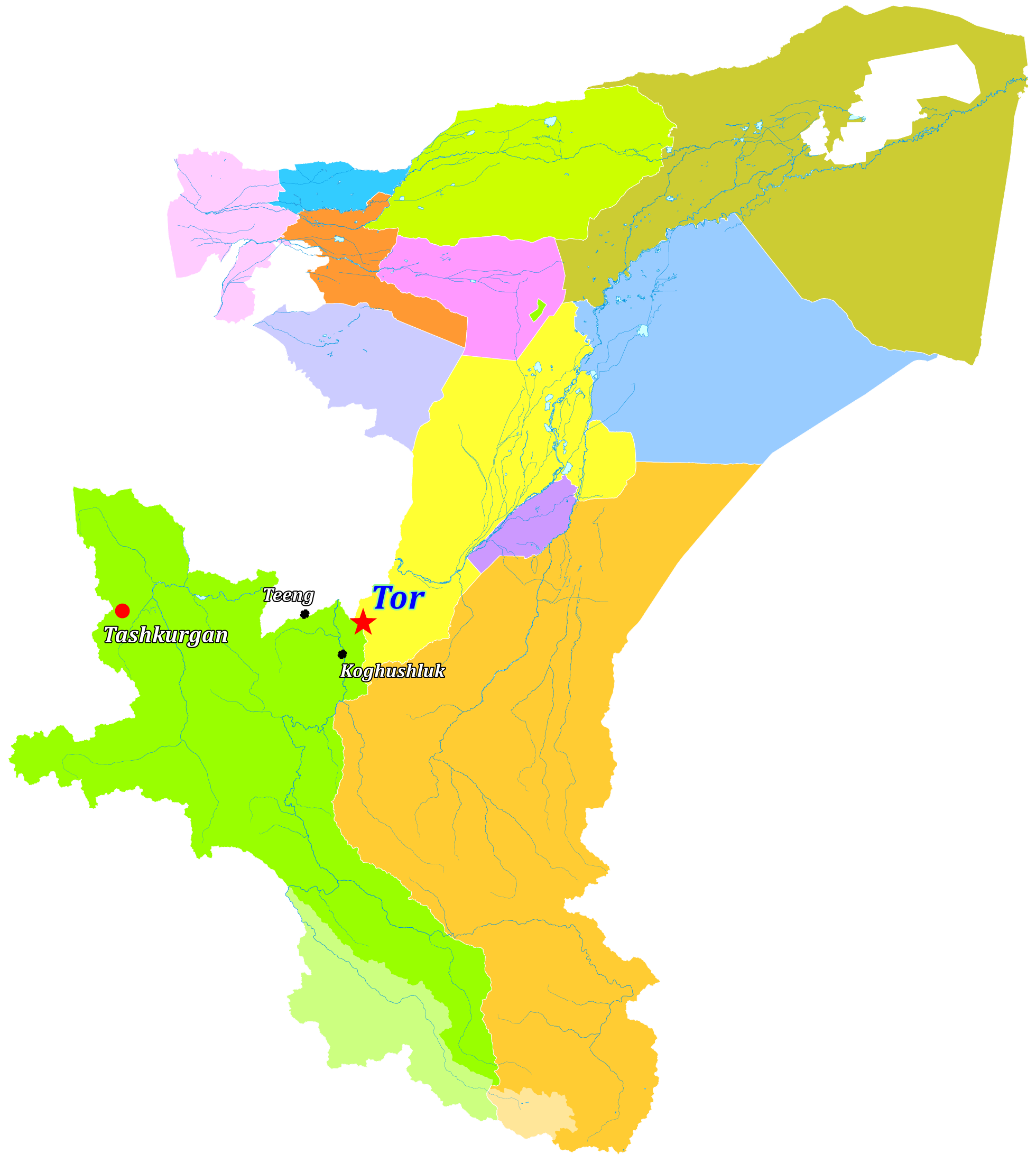
Carte de la préfecture de Kashgar au Xinjiang, avec le village de Tor mis en évidence

Les Tadjiks de Tor sont des Tadjiks originaires du village de Tor au Xinjiang, en Chine. Le gouvernement chinois les considère officiellement comme membres de la « nationalité tadjike », au même titre que le peuple des Pamiris – étant non-tadjiks – parlant le sarikoli ou le wakhi, dans comté de Tashkurgan. Toutefois, bien que ceux dits de Tor soient des Tadjiks iraniens, ils parlent une langue turque propre à leur ethnie.

## Langue et culture
Les Tadjiks Tor suivent les coutumes tadjikes mais parlent une langue turque intermédiaire entre l'ouïghour et l'ouzbek. Bien que les mariages mixtes soient courants entre Sarikolis et Wakhis, les Tadjiks de Tor ne se marient généralement pas avec les deux autres sous-groupes de nationalité tadjike. 